# Národní univerzita Východního Timoru
Národní univerzita Východního Timoru (portugalsky Universidade Nacional Timor Lorosa'e, tetum Universidade Nasionál Timór Lorosa'e) je veřejná univerzita nacházející se ve Východním Timoru a v této zemi je jediná svého druhu. Založena byla roku 2000 poté, co získal Východní Timor nezávislost. Historii vysokoškolského vzdělávání však lze sledovat přes pedagogickou fakultu až do portugalského koloniálního období, kdy se objevily první veřejné vysoké školy připravující učitele.
Se šesti kampusy, devíti fakultami a sedmi výzkumnými centry je největší timorskou univerzitou jak do počtu studentů a univerzitních profesorů, tak podle svého rozpočtu. Tvoří intelektuální elitu země a je také národním odkazem ve výuce, výzkumu a vývoji, které jsou třemi hlavními pilíři vysokoškolského vzdělávání. V roce 2017 byla univerzita podle Webometrics Ranking of World Universities klasifikována jako nejlepší univerzita ve své zemi. Jedná se o vícejazyčnou univerzitu, která je největším výzkumným centrem tetumu, jednoho ze dvou oficiálních jazyků Východního Timoru, ale výuka probíhá především v portugalštině. Univerzita sídlí v hlavním městě Dili.

## Historie

### Období před vznikem nezávislosti
Historie vysokoškolského vzdělávání v zemi začala během existence Portugalského Timoru poté, co byla na základě vyhlášky č. 3616 ze dne 15. května 1965 vydané guvernérem José Albertym Correiou založena Pedagogická škola Engenheiro Canto Resende (také nazývaná Dili Post School). Jejím cílem bylo vzdělávat učitele základních škol se specializací na portugalský jazyk a základní počty. Dne 24. května 1975 byla tato škola zrušena a nahrazena Obecným kurzem pro vzdělávání a přípravu učitelů přípravného vzdělávání (portugalsky Curso Geral de Magistério e Formação de Professores do Ensino Preparatório). Po indonéské invazi, ke které došlo 7. prosince 1975, byl tento kurz uzavřen a příprava učitelů na Timoru byla přerušena.
S ukončením činnosti jediné existující vyšší školy na Timoru zůstala země bez základní přípravy učitelů, včetně těch, kteří by vyučovali indonéštinu, jediný oficiální jazyk povolený po okupaci. Tento fakt přiměl indonéskou vládu v roce 1979 k obnovení obecného kurzu v jeho původní struktuře pod názvem Vzdělávací kurz pro učitele. Tato instituce byla plně začleněna do Univerzity UnTim v okamžiku jejího založení a stala se pedagogickou fakultou.

### Indonéská administrativa
Dne 1. října 1986 byla během indonéské okupace z iniciativy tehdejšího guvernéra Mária Viegase Carrascalãa a Nadace Loro Sae založena univerzita Universitas Timor Timur (UnTim). Tato univerzita sloužila především k přípravě zemědělských nadstavbových pracovníků a středoškolských učitelů. Nebyla to výzkumná instituce a kritické a analytické myšlení nebylo podporováno. Profesní obory jako architektura, právo či medicína se nevyučovaly. Studium angličtiny bylo pečlivě kontrolováno a mezinárodní kontakty omezovány. Pouze malé procento studentů mělo přístup k počítačům. Vyučovala se indonéská historie, ale o dalších zemích v regionu se studenti dozvídali jen velmi málo.
Podpora terciárního vzdělávání se zaměřovala spíše na stipendia v rámci Východního Timoru a v zahraničí než na zlepšení přípravy učitelů nebo osnov. Mnoho studentů odcházelo za terciárním vzděláním do zahraničí, převážně do Indonésie, kde však často naráželi na jazykovou bariéru a neschopnost splnit vstupní požadavky zahraničních univerzit.
V letech 1998/1999 měla UnTim téměř 4000 studentů a 73 stálých vyučujících na třech hlavních fakultách: zemědělské, sociálních a politických věd a pedagogické. V období 1995 až 1998, v době narůstající nestability ve Východním Timoru a v Indonésii, zahájila Georgetownská univerzita ve spolupráci s USAID první mezinárodní projekt na podporu UnTim. Projekt byl zaměřen na zlepšení dovedností vyučujících i managementu, modernizaci osnov a založení tří nových studentských zdrojových center (výukové farmy, anglického jazykového centra a biologické laboratoře). Rovněž byly pořízeny moderní knihy, výukové materiály a vybavení pro vyučující a studenty.
Kuba do země vyslala stovky zdravotnických instruktorů a zároveň připravila příjem mnoha obyvatel Východního Timoru ke studiu medicíny na Kubě. V dubnu 1999 indonéská vláda de facto uzavřela UnTim v reakci na masové demonstrace požadující referendum o nezávislosti. Po oznámení referenda Organizací spojených národů se většina studentů a několik východotimorských vyučujících vrátila do svých vesnic, aby podpořili kampaň za nezávislost, zatímco indonéští vyučující odcestovali zpátky do Indonésie.

### Polytechnika
Technické obory byly umístěny v budově v Becoře a nacházely se vedle Střední ekonomické školy a v kampusu v Heře, poblíž zemědělské fakulty. Polytechnika nabízela programy v oblastech elektrotechniky a strojírenství, stavebnictví a účetnictví. Významné finanční prostředky pocházely ze zahraničí a byly využity k modernizaci vybavení a zlepšení zdrojů.

### Zničení
V září 1999, kdy indonéská armáda a milice během svého tažení Východním Timorem ničily infrastrukturu, se vzdělávací systém stal jedním z hlavních cílů. Tato akce je známá jako Operace spálené země.
Prvními zničenými budovami byla centra odporu, včetně studentských center. Následovaly školy, vysoké školy a univerzita. Celkem bylo zničeno 95 % školních budov v zemi. Budovy univerzity UnTim a Polytechniky v Dili a Heře, stejně jako Institut pro vzdělávání zdravotních sester, byly vyrabovány, rozbity a vypáleny, přičemž tomuto ničení odolalo jen máloco.
Před referendem konaném v roce 1999 se univerzitní studenti rozptýlili po celé zemi, aby podporovali hlasování za nezávislost, přičemž mnozí z nich byli zabiti během násilností, které následovaly. Po zničení infrastruktury se studenti opět vydali do regionů, aby vyučovali ve vypálených budovách a zajistili, že se děti budou nadále vzdělávat a školy zůstanou otevřené. Organizovali také výuku pro vysokoškolské studenty v době, kdy nebyla funkční žádná jiná vzdělávací zařízení.

### Vývoj po vzniku nezávislosti
Univerzitě nebyly ze strany UNTAET přiděleny žádné finanční prostředky. Mnoho bývalých zaměstnanců a studentů UnTim a Polytechniky pracovalo po celý rok bez nároku na plat, aby pomohli s jejím zřízením. Díky pečlivému plánování a aktivnímu lobování u dárců, které vedli Armindo Maia (dočasný rektor a později ministr školství, mládeže a kultury) a tehdejší ministr školství Filomeno Jacob, byla nová univerzita navzdory vážnému nedostatku zdrojů schopna v listopadu 2000 zahájit výuku pro 5 tisíc studentů a 1500 studentů v přípravných kurzech. V září 2000 přidělila vláda univerzitě z rozpočtu na vzdělávání ve Východním Timoru částku 1,3 milionu amerických dolarů.
Nová Národní univerzita Východního Timoru vznikla sloučením původní UnTim a Polytechniky. Přemístila se do prostor bývalé technické střední školy v centru Dili. Budovy byly renovovány místní firmou za finanční podpory USAID. Lisabonská městská rada financovala a renovovala budovy Fakulty pedagogiky a ekonomie. Australské centrum pro mezinárodní zemědělský výzkum (ACIAR) a japonská vláda pomáhali s rekonstrukcí zemědělského kampusu a technické fakulty v Heře.
Mnoho bilaterálních dárců se rozhodlo spíše financovat stipendia pro obyvatele Východního Timoru ve svých zemích nebo financovat krátkodobé kurzy nabízené Akademií státní správy pro již zaměstnané veřejné úředníky pracující pro prozatímní správu.
Univerzita zahájila výuku 17. listopadu 2000, tedy o dva měsíce později, než bylo původně plánováno, protože se zpozdily rekonstrukční práce a také pro nedostatek financí. Většina budov byla stále ve fázi rekonstrukce. Třídy téměř neměly nábytek. Nově přijatí vyučující neměli téměř žádné výukové materiály ani osnovy. Chyběla knihovna, administrativní infrastruktura, telefonní síť, IT systém, internet, kopírky, faxy, audiovizuální vybavení a další základní výukové pomůcky.

## Struktura

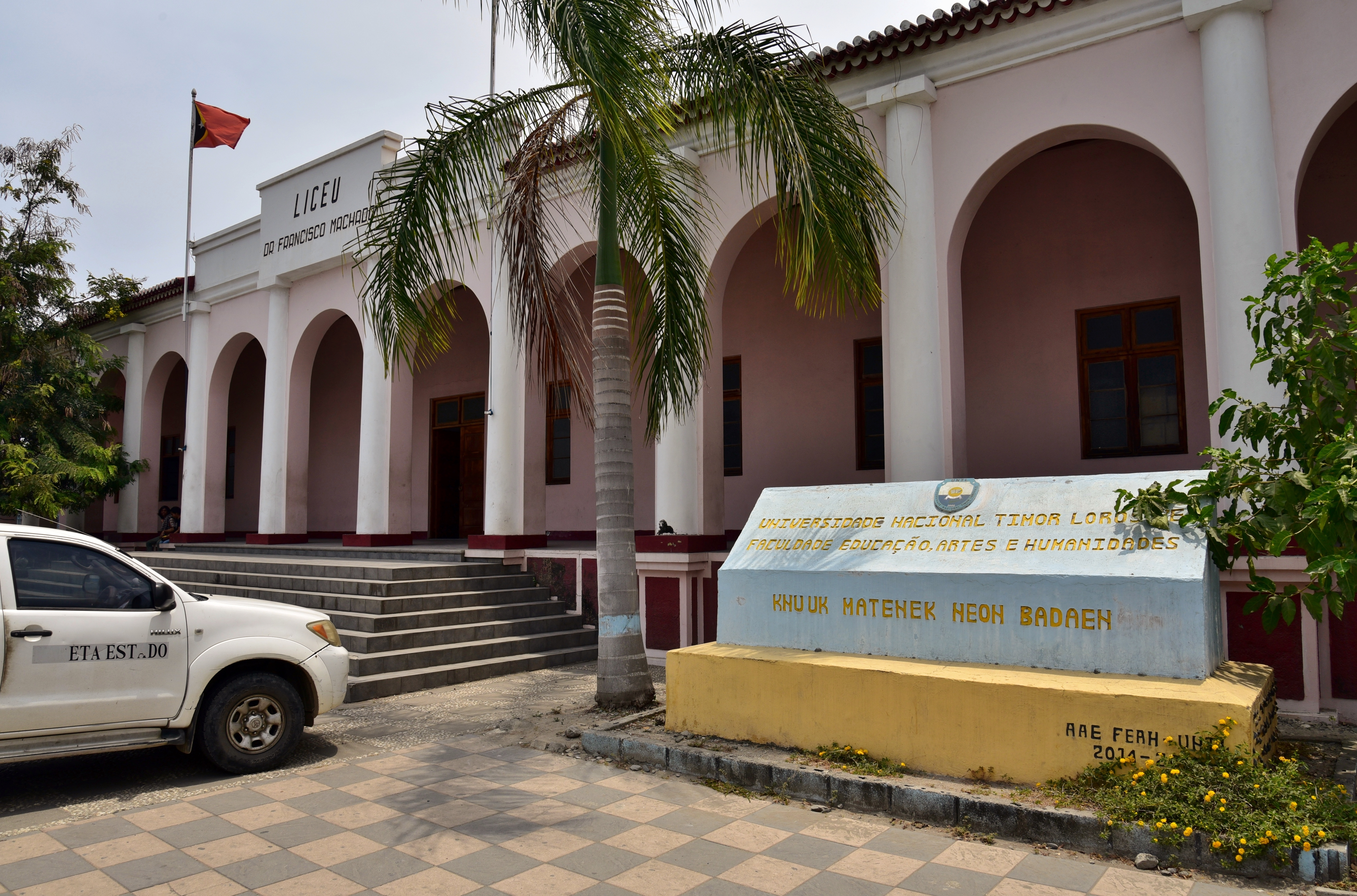
Fakulta pedagogiky, umění a humanitních věd

V roce 2016 univerzita nabízela 37 oborů, které bylo možné studovat na devíti fakultách:
- Zemědělská fakulta
- Fakulta exaktních věd
- Fakulta společenských věd
- Právnická fakulta
- Fakulta ekonomie a managementu
- Fakulta pedagogiky, umění a humanitních věd
  - Národní institut lingvistiky (podporuje rozvoj tetum, jednoho ze dvou oficiálních jazyků)[10]
  - Centrum portugalského jazyka (reguluje portugalskou jazykovou variantu ve Východním Timoru a zajišťuje výuku portugalštiny na univerzitě)
  - Centrum anglického jazyka (zajišťuje na univerzitě výuku angličtiny)
- Fakulta inženýrství, vědy a technologie
- Filozofická fakulta
- Fakulta medicíny a zdravotních věd

### Výzkumná centra
- Národní centrum pro vědecký výzkum (zaměřuje se na podporu a rozvoj vědeckého výzkumu v různých oblastech, je klíčové pro pokrok ve Východním Timoru)
- Institut pro mír, konflikty a sociální studia (zabývá se otázkami míru, konfliktů a sociálních studií, což je zásadní pro obnovu a stabilizaci země po její historické transformaci)
- Centrum pro genderová studia (podporuje rovnost pohlaví a zkoumá genderovou problematiku v kontextu východotimorské společnosti)
- Centrum pro změnu klimatu a biodiverzitu (věnuje se otázkám klimatických změn a ochrany biodiverzity, což je důležité pro udržitelnost přírodních zdrojů v regionu)

## Studentské aktivity
Východotimorské studentské spolky, které vznikly v kampusu UnTim a v rámci Indonésie (ETSSC, IMPETTU a RENETIL), se staly hlavní oporou kampaně za nezávislost během referenda a i po zisku nezávislosti zůstaly aktivní. Tyto organizace se staly klíčovými složkami občanské společnosti ve Východním Timoru. Východotimorští studenti a akademici hráli zásadní roli v tajném odporu. Mnozí z nich byli vystaveni mučení, svévolnému zatýkání či znásilnění. Někteří zmizeli nebo byli zavražděni. Někteří se připojili k ozbrojeným silám Falintil v horách. V roce 1997 vznikla tajná studentská organizace Východotimorská organizace solidarity mládeže (OSK-TL), která podporovala nenásilný odpor proti indonéské okupaci.
RENETIL začal v roce 1988 jako organizace východotimorských studentů studujících na univerzitách v Indonésii. Jeho činnost při organizování odporu vedla k zatčení mnoha jejích vůdců. Zatímco RENETIL působil tajně, IMPETTU byla legální organizace východotimorských studentů v Indonésii. V roce 1997 zahájila indonéská armáda palbu na UnTim, poškodila univerzitní budovu a zranila několik studentů. Mnoho jich také bylo zatčeno. Studenti začali veřejně vystupovat, psali protestní dopisy OSN a mezinárodní komunitě, v nichž žádali nezávislé vyšetřování.
V červnu 1998, sedmnáct dní po rezignaci prezidenta Indonésie Suharta, byl založen Východotimorský studentský solidaritní výbor (ETSSC) jako otevřené těleso reprezentující názory studentů UnTim, akademiků a středoškolských studentů. ETSSC se zaměřoval na posilování politického a komunitního rozvoje řadových občanů. Rada organizovala veřejná setkání, demonstrace i dialogy.
Když v polovině roku 1999 dorazila do Východního Timoru mise OSN, Studentský solidaritní výbor zřídil regionální kanceláře ve všech třinácti regionech země. Více než 3 tisíce studentů zřídilo regionální vzdělávací centra, šířilo informace o lidských právech a provádělo vzdělávání voličů, často v oblastech příliš odlehlých pro dosažení OSN. Mnozí studenti z ETSSC byli napadeni a někdy i zabiti indonéskou armádou a prointegračními milicemi.
Po referendu a devastaci v roce 1999 se členové ETSSC zapojili do komunitních aktivit, včetně výuky na základních školách, pořádání workshopů zaměřených na budování kapacit a komunitních studijních skupin a obnovy středních škol. Studentské zdrojové centrum (SRC) ETSSC poskytovalo školení v oblasti jazyků a práce s počítačem, výuku tetum pro pracovníky nevládních organizací, výzkum v oblasti sociální, kulturní a environmentální problematiky a monitorovací projekty médií pro mnoho vysokoškolských studentů, jejichž vzdělání bylo přerušeno.
ETSSC, IMPETTU a RENETIL i po zisku nezávislosti pracují na zajištění demokratické budoucnosti Východního Timoru prostřednictvím vzdělávání a školení, komunitního rozvoje, účasti ve volebních procesech a dalšími programy.